# Việt Nam tại Thế vận hội Mùa hè 2016
Việt Nam tham dự Thế vận hội Mùa hè 2016 tại Rio de Janeiro, Brasil từ ngày 5 đến ngày 21 tháng 8 năm 2016 với 23 vận động viên ở 10 môn thi đấu. Đoàn thể thao Việt Nam có được huy chương vàng Thế vận hội đầu tiên trong lịch sử khi xạ thủ Hoàng Xuân Vinh chiến thắng ở nội dung 10 mét súng ngắn hơi. Đồng thời, anh cũng mang về cho đoàn thể thao Việt Nam một tấm huy chương bạc ở nội dung 50 mét súng ngắn nam. Thành tích này giúp cho đoàn thể thao Việt Nam đứng hạng 48 chung cuộc trong bảng tổng sắp huy chương Thế vận hội.

## Huy chương
| Huy chương | Tên             | Môn      | Nội dung               | Ngày       |
| ---------- | --------------- | -------- | ---------------------- | ---------- |
| Vàng       | Hoàng Xuân Vinh | Bắn súng | 10 m súng ngắn hơi nam | 6 tháng 8  |
| Bạc        | Hoàng Xuân Vinh | Bắn súng | 50 m súng ngắn nam     | 10 tháng 8 |

## Vận động viên dự thi
| Môn             | Nam | Nữ | Tổng |
| --------------- | --- | -- | ---- |
| Bắn súng        | 2   | 0  | 2    |
| Bơi lội         | 1   | 1  | 2    |
| Cầu lông        | 1   | 1  | 2    |
| Cử tạ           | 3   | 1  | 4    |
| Điền kinh       | 1   | 1  | 2    |
| Đấu kiếm        | 1   | 3  | 4    |
| Judo            | 0   | 1  | 1    |
| Rowing          | 0   | 2  | 2    |
| Thể dục dụng cụ | 1   | 1  | 2    |
| Vật             | 0   | 2  | 2    |
| Tổng            | 10  | 13 | 23   |

## Bắn súng

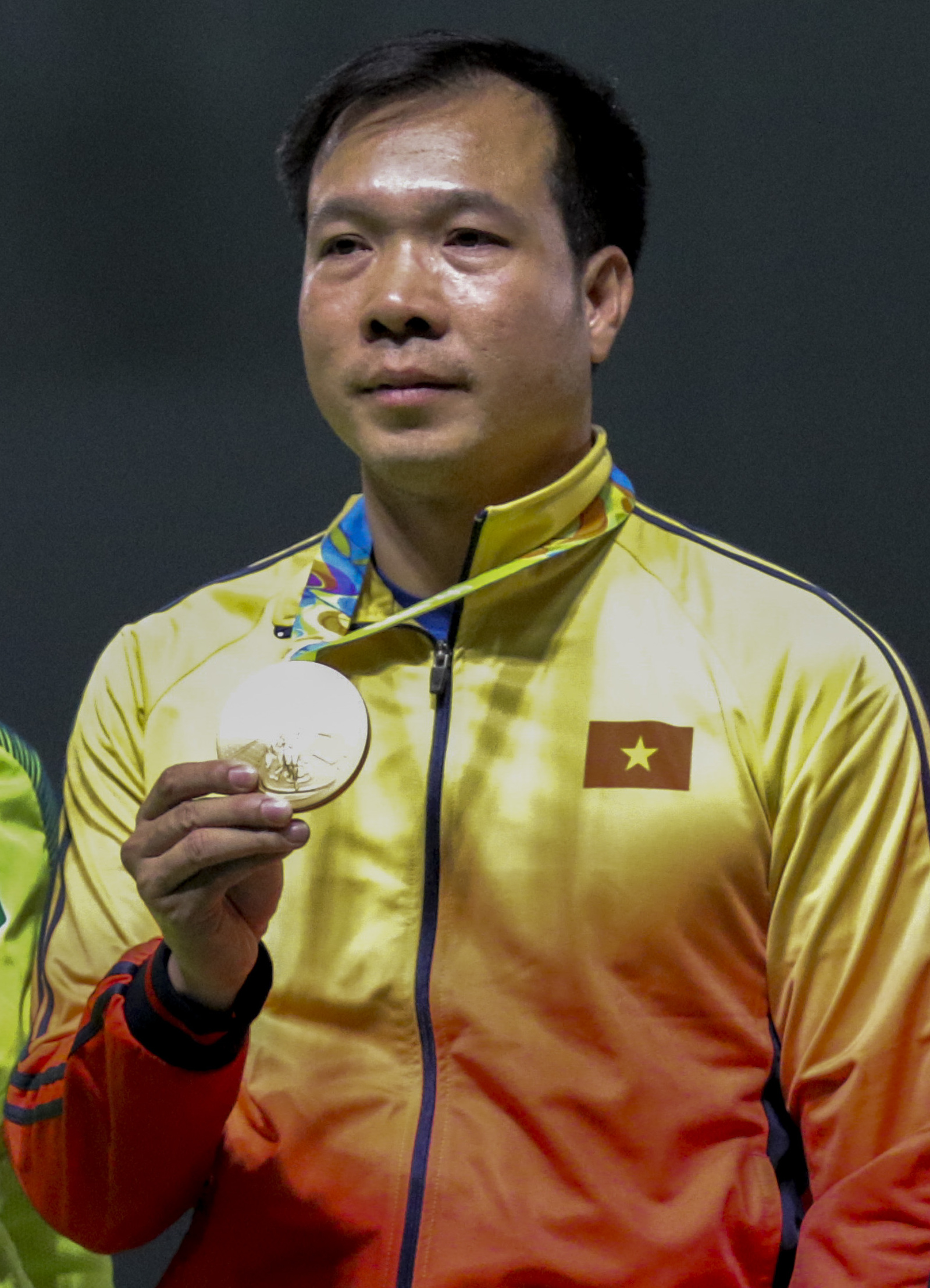
Hoàng Xuân Vinh với tấm huy chương vàng Thế vận hội Mùa hè 2016

Bắn súng Việt Nam đã đạt được chỉ tiêu cho các nội dung sau đây nhờ thành tích tốt nhất tại giải vô địch bắn súng thế giới ISSF 2014, Cúp bắn súng thế giới 2015 và giải vô địch bắn súng châu Á, miễn là họ có được một điểm số đủ điều kiện tối thiểu (MQS) tính đến ngày 31 tháng 3 năm 2016.
Hoàng Xuân Vinh là vận động viên Việt Nam đầu tiên giành huy chương vàng tại Thế vận hội sau khi đứng nhất ở nội dung 10 m súng ngắn hơi với số điểm 202,5. Đồng thời thành tích này cũng thiết lập kỷ lục Olympic nhờ sự thay đổi về luật lệ của ISSF vào ngày 1 tháng 1 năm 2013. Anh cũng giành về cho mình thêm một tấm huy chương bạc ở cuộc thi 50m súng ngắn bắn chậm và trở thành vận động viên Việt Nam đầu tiên có nhiều hơn một huy chương Thế vận hội.
| Vận động viên   | Nội dung               | Vòng loại | Vòng loại | Chung kết | Chung kết |
| Vận động viên   | Nội dung               | Điểm      | Hạng      | Điểm      | Hạng      |
| --------------- | ---------------------- | --------- | --------- | --------- | --------- |
| Hoàng Xuân Vinh | 10 m súng ngắn hơi nam | 581       | 4 Q       | 202,5 OR  | 1         |
| Hoàng Xuân Vinh | 50 m súng ngắn nam     | 556       | 6 Q       | 191,3     | 2         |
| Trần Quốc Cường | 10 m súng ngắn hơi nam | 575       | 26        | Bị loại   | Bị loại   |
| Trần Quốc Cường | 50 m súng ngắn nam     | 542       | 31        | Bị loại   | Bị loại   |

Chú thích vòng loại: Q = Lọt vào vòng tiếp theo; q = Lọt vào vòng tranh huy chương đồng (súng shotgun)

## Bơi lội
Bơi lội Việt Nam đã đạt 3 chuẩn A là 200m hỗn hợp cá nhân, 400m tự do, 400m hỗn hợp cá nhân tại SEA Games 28
| Vận động viên       | Nội dung                 | Vòng loại | Vòng loại         | Bán kết   | Bán kết | Chung kết | Chung kết |
| Vận động viên       | Nội dung                 | Thời gian | Hạng              | Thời gian | Hạng    | Thời gian | Hạng      |
| ------------------- | ------------------------ | --------- | ----------------- | --------- | ------- | --------- | --------- |
| Hoàng Quý Phước     | 200 m tự do nam          | 1.50.09   | 41 (Hạng 7 đợt 2) | Bị loại   | Bị loại | Bị loại   | Bị loại   |
| Nguyễn Thị Ánh Viên | 400 m tự do nữ           | 4:16.32   | 26 (Hạng 8 đợt 2) | —         | —       | Bị loại   | Bị loại   |
| Nguyễn Thị Ánh Viên | 200 m hỗn hợp cá nhân nữ | 2:16:20   | 33 (Hạng 7 đợt 3) | Bị loại   | Bị loại | Bị loại   | Bị loại   |
| Nguyễn Thị Ánh Viên | 400 m hỗn hợp cá nhân nữ | 4:36.85   | 9 (Hạng 1 đợt 3)  | —         | —       | Bị loại   | Bị loại   |

## Cầu lông
Việt Nam có hai vận động viên tại các nội dung đơn của Olympic. Nguyễn Tiến Minh và Vũ Thị Trang được chọn trong top 34 dựa trên thứ hạng của họ trên bảng xếp hạng thế giới BWF tính tới ngày 5 tháng 5 năm 2016.
| Vận động viên    | Nội dung | Vòng bảng                           | Vòng bảng                            | Vòng bảng                     | Vòng bảng | Vòng loại     | Tứ kết        | Bán kết       | Chung kết / HCĐ | Chung kết / HCĐ |
| Vận động viên    | Nội dung | Đối thủ Tỷ số                       | Đối thủ Tỷ số                        | Đối thủ Tỷ số                 | Hạng      | Đối thủ Tỷ số | Đối thủ Tỷ số | Đối thủ Tỷ số | Đối thủ Tỷ số   | Hạng            |
| ---------------- | -------- | ----------------------------------- | ------------------------------------ | ----------------------------- | --------- | ------------- | ------------- | ------------- | --------------- | --------------- |
| Nguyễn Tiến Minh | Đơn nam  | Malkov (RUS) · T 15–21, 21–9, 21–13 | Obernorsterer (AUT) · T 21–18, 21–14 | Lâm Đan (CHN) · B 7–21, 12–21 | 2         | Bị loại       | Bị loại       | Bị loại       | Bị loại         | Bị loại         |
| Vũ Thị Trang     | Đơn nữ   | Okuhara (JPN) · B 10–21, 8–21       | Fanetri (INA) · T 21–12, 21–11       | —                             | 2         | Bị loại       | Bị loại       | Bị loại       | Bị loại         | Bị loại         |

## Cử tạ
Đội tuyển Việt Nam có ba suất tại Thế vận hội 2016 dựa trên tông thành tích toàn đoàn tại Giải vô địch cử tạ thế giới 2014 và 2015. Một suất của nữ cũng được trao cho Việt Nam nhờ xếp trong top 6 tại Giải vô địch cử tạ châu Á 2016.
| Lực sĩ            | Nội dung       | Cử giật | Cử giật | Cử đẩy  | Cử đẩy | Tổng số | Hạng |
| Lực sĩ            | Nội dung       | Kết quả | Hạng    | Kết quả | Hạng   | Tổng số | Hạng |
| ----------------- | -------------- | ------- | ------- | ------- | ------ | ------- | ---- |
| Thạch Kim Tuấn    | Dưới 56 kg nam | 130     | 4       | 160     | DNF    | 130     | DNF  |
| Trần Lê Quốc Toàn | Dưới 56 kg nam | 121     | 6       | 154     | 4      | 275     | 5    |
| Hoàng Tấn Tài     | Dưới 85 kg nam | 145     | 7       | 180     | 7      | 325     | 17   |
| Vương Thị Huyền   | Dưới 48 kg nữ  | 84      | DNF     | —       | —      | —       | DNF  |

## Đấu kiếm
Việt Nam có bốn vận động viên được dự môn đấu kiếm tại Olympic 2016. Vũ Thành An, Nguyễn Thị Như Hoa và Nguyễn Thị Lệ Dung đoạt vé sau thành tích tốt tại vòng loại khu vực châu Á ở Vô Tích, Trung Quốc. Trong khi đó, Đỗ Thị Anh nhận được suất của Viên Bình, người không đủ điều kiện thi đấu tại Thế vận hội cho New Zealand do từng thi đấu tại đây dưới màu cờ Trung Quốc.
| Vận động viên      | Nội dung      | Vòng 64                            | Vòng 32                    | Vòng 16                | Tứ kết        | Bán kết       | Chung kết/ HCĐ | Chung kết/ HCĐ |         |
| Vận động viên      | Nội dung      | Đối thủ Tỷ số                      | Đối thủ Tỷ số              | Đối thủ Tỷ số          | Đối thủ Tỷ số | Đối thủ Tỷ số | Đối thủ Tỷ số  | Hạng           |         |
| ------------------ | ------------- | ---------------------------------- | -------------------------- | ---------------------- | ------------- | ------------- | -------------- | -------------- | ------- |
| Vũ Thành An        | Kiếm chém đơn | —                                  | Occhiuzzi (ITA) · T 15–12  | Anstett (FRA) · B 8–15 | Bị loại       | Bị loại       | Bị loại        | Bị loại        | Bị loại |
| Nguyễn Thị Như Hoa | Ba cạnh đơn   | Mallo (FRA) · B 7–15               | Bị loại                    | Bị loại                | Bị loại       | Bị loại       | Bị loại        | Bị loại        |         |
| Đỗ Thị Anh         | Kiếm liễu     | Kontochristopoulou (GRE) · T 15–13 | Errigo (ITA) · B 9–15      | Bị loại                | Bị loại       | Bị loại       | Bị loại        | Bị loại        |         |
| Nguyễn Thị Lệ Dung | Kiếm chém đơn | Đặc cách                           | Kim Ji-yeon (KOR) · B 3–15 | Bị loại                | Bị loại       | Bị loại       | Bị loại        | Bị loại        |         |

## Điền kinh
Điền kinh Việt Nam có một suất ở nội dung đi bộ nam của Nguyễn Thành Ngưng sau thành tích của anh tại giải đi bộ châu Á ở Nomi, Nhật Bản và hai suất 400 m nữ của Nguyễn Thị Huyền.
Chú giải
- Chú ý- Xếp hạng của vận động viên ở các nội dung đường chạy chỉ tính cho đợt thi của vận động viên đó
- Q = Lọt vào vòng tiếp theo
- q = Lọt vào vòng tiếp theo với tư cách người về đích nhanh nhất trong những người bị loại hoặc, đối với các nội dung diễn ra trong sân cỏ, nhờ vị trí xếp hạng nhưng không đạt được thành tích cần thiết để vượt qua vòng loại
- NR = Kỷ lục quốc gia
- N/A = Không có vòng này trong nội dung tương ứng
- Bye = Vận động viên được đặc cách không phải thi đấu vòng này

Các nội dung đường chạy và đường trường
| Vận động viên      | Nội dung          | Vòng ngoài | Vòng ngoài | Bán kết | Bán kết | Chung kết | Chung kết |
| Vận động viên      | Nội dung          | Kết quả    | Hạng       | Kết quả | Hạng    | Kết quả   | Hạng      |
| ------------------ | ----------------- | ---------- | ---------- | ------- | ------- | --------- | --------- |
| Nguyễn Thành Ngưng | 20 km đi bộ nam   | —          | —          | —       | —       | 1:30:01   | 60        |
| Nguyễn Thị Huyền   | 400 m nữ          | 52.97      | 43         | Bị loại | Bị loại | Bị loại   | Bị loại   |
| Nguyễn Thị Huyền   | 400 m vượt rào nữ | 57.87      | 37         | Bị loại | Bị loại | Bị loại   | Bị loại   |

## Judo
Việt Nam có một thí sinh tại hạng siêu nhẹ (48 kg) tại Thế Vận Hội. Văn Ngọc Tú được nhận suất phân bổ khu vực châu Á, với tư cách vận động viên Việt Nam có thứ hạng cao nhất nằm ngoài danh sách thứ hạng thế giới của Liên đoàn judo thế giới (IJF) công bố ngày 30 tháng 5 năm 2016.
| Vận động viên | Nội dung      | Vòng 32               | Vòng 16                   | Tứ kết          | Bán kết         | Vòng vé vớt     | Chung kết / BM  | Chung kết / BM |
| Vận động viên | Nội dung      | Đối thủ Kết quả       | Đối thủ Kết quả           | Đối thủ Kết quả | Đối thủ Kết quả | Đối thủ Kết quả | Đối thủ Kết quả | Thứ hạng       |
| ------------- | ------------- | --------------------- | ------------------------- | --------------- | --------------- | --------------- | --------------- | -------------- |
| Văn Ngọc Tú   | Dưới 48 kg nữ | Moscatt T 000–000 YUS | Jeong Bo-kyeong B 000–102 | Bị loại         | Bị loại         | Bị loại         | Bị loại         | Bị loại        |

## Rowing
Nữ
| Vận động viên            | Nội dung            | Vòng ngoài | Vòng ngoài | Tranh vé vớt | Tranh vé vớt | Bán kết   | Bán kết | Chung kết | Chung kết |
| Vận động viên            | Nội dung            | Thời gian  | Hạng       | Thời gian    | Hạng         | Thời gian | Hạng    | Thời gian | Hạng      |
| ------------------------ | ------------------- | ---------- | ---------- | ------------ | ------------ | --------- | ------- | --------- | --------- |
| Hồ Thị Lý Tạ Thanh Huyền | Thuyền đôi hạng nhẹ | 7:29.91    | 5 R        | 8:19.79      | 4 SC/D       | 8:18.47   | 3 FC    | DNS       | 18        |

Chú thích: FA=Chung kết A (có huy chương); FB=Chung kết B (không huy chương); FC=Chung kết C (không huy chương); FD=Chung kết D (không huy chương); FE=Chung kết E (không huy chương); FF=Chung kết F (không huy chương); SA/B=Bán kết A/B; SC/D=Bán kết C/D; SE/F=Bán kết E/F; QF=Tứ kết; R=Tranh vé vớt

## Thể dục dụng cụ

### Thể dục nghệ thuật
Việt Nam có hai suất dự Thế vận hội của Phạm Phước Hưng và Phan Thị Hà Thanh sau thành tích tại giải Gymnastics Olympic Test Event 2016 ở Rio de Janeiro.
Nam
| Vận động viên   | Nội dung | Vòng loại | Vòng loại | Vòng loại | Vòng loại | Vòng loại | Vòng loại | Vòng loại | Vòng loại | Chung kết | Chung kết | Chung kết | Chung kết | Chung kết | Chung kết | Chung kết | Chung kết |
| Vận động viên   | Nội dung | Dụng cụ   | Dụng cụ   | Dụng cụ   | Dụng cụ   | Dụng cụ   | Dụng cụ   | Tổng điểm | Hạng      | Dụng cụ   | Dụng cụ   | Dụng cụ   | Dụng cụ   | Dụng cụ   | Dụng cụ   | Tổng điểm | Hạng      |
| Vận động viên   | Nội dung | F         | PH        | R         | V         | PB        | HB        | Tổng điểm | Hạng      | F         | PH        | R         | V         | PB        | HB        | Tổng điểm | Hạng      |
| --------------- | -------- | --------- | --------- | --------- | --------- | --------- | --------- | --------- | --------- | --------- | --------- | --------- | --------- | --------- | --------- | --------- | --------- |
| Phạm Phước Hưng | Xà kép   | —         | —         | —         | —         | 14,966    | —         | 14,966    | 12        | Bị loại   | Bị loại   | Bị loại   | Bị loại   | Bị loại   | Bị loại   | Bị loại   | Bị loại   |

Nữ
| Vận động viên     | Nội dung       | Vòng loại | Vòng loại | Vòng loại | Vòng loại | Vòng loại | Vòng loại | Chung kết | Chung kết | Chung kết | Chung kết | Chung kết | Chung kết |
| Vận động viên     | Nội dung       | Dụng cụ   | Dụng cụ   | Dụng cụ   | Dụng cụ   | Tổng điểm | Hạng      | Dụng cụ   | Dụng cụ   | Dụng cụ   | Dụng cụ   | Tổng điểm | Hạng      |
| Vận động viên     | Nội dung       | V         | UB        | BB        | F         | Tổng điểm | Hạng      | V         | UB        | BB        | F         | Tổng điểm | Hạng      |
| ----------------- | -------------- | --------- | --------- | --------- | --------- | --------- | --------- | --------- | --------- | --------- | --------- | --------- | --------- |
| Phan Thị Hà Thanh | Nhảy ngựa      | 14.233    | —         | —         | —         | 14.233    | 17        | Bị loại   | Bị loại   | Bị loại   | Bị loại   | Bị loại   | Bị loại   |
| Phan Thị Hà Thanh | Cầu thăng bằng | —         | —         | 13.800    | —         | 13.800    | 36        | Bị loại   | Bị loại   | Bị loại   | Bị loại   | Bị loại   | Bị loại   |

## Vật
Các đô vật Việt Nam giành được hai suất tại Olympic nhờ thành tích vào tới bán kết tại vòng loại châu Á 2016.
Chú giải:
- VT - Thắng nhờ quật ngã đối phương.
- PP - Thắng điểm - tính điểm kỹ thuật.
- PO - Thắng điểm - không tính điểm kỹ thuật.

Vật tự do nữ
| Vận động viên  | Nội dung | Vòng loại                 | Vòng 16                   | Tứ kết                    | Bán kết                   | Tranh vé vớt 1            | Tranh vé vớt 2            | Chung kết / BM            | Chung kết / BM            |
| Vận động viên  | Nội dung | Đối thủ Kết quả           | Đối thủ Kết quả           | Đối thủ Kết quả           | Đối thủ Kết quả           | Đối thủ Kết quả           | Đối thủ Kết quả           | Đối thủ Kết quả           | Hạng                      |
| -------------- | -------- | ------------------------- | ------------------------- | ------------------------- | ------------------------- | ------------------------- | ------------------------- | ------------------------- | ------------------------- |
| Vũ Thị Hằng    | −48 kg   | Bỏ cuộc do bị chấn thương | Bỏ cuộc do bị chấn thương | Bỏ cuộc do bị chấn thương | Bỏ cuộc do bị chấn thương | Bỏ cuộc do bị chấn thương | Bỏ cuộc do bị chấn thương | Bỏ cuộc do bị chấn thương | Bỏ cuộc do bị chấn thương |
| Nguyễn Thị Lụa | −53 kg   | Bye                       | Sambou (SEN) · B 5–0      | Bị loại                   | Bị loại                   | Bị loại                   | Bị loại                   | Bị loại                   | Bị loại                   |

## Bất cập
Theo báo Tiền phong, trong danh sách 50 thành viên đoàn thể thao Việt Nam tham dự Olympic 2016, ngoài 23 vận động viên thi đấu và 16 huấn luyện viên, chuyên gia đi theo, thì có tới 11 người là quan chức đi để "quản lý", trong khi nhiều vận động viên thiếu chuyên gia, huấn luyện viên đi kèm để chỉ đạo, hướng dẫn.
Cụ thể một vụ trưởng xuất thân là dân điền kinh như ông Nguyễn Trọng Hổ lại được giao quản môn cầu lông. Hai tay vợt Nguyễn Tiến Minh và Vũ Thị Trang đành phải dự Thế vận hội mà không có huấn luyện viên. Hay ông Nguyễn Mạnh Hùng, mặc dù là Phó chủ tịch thường trực Liên đoàn Judo Việt Nam, đã nhiều năm chuyển qua công tác quản lý ở Trung tâm HLTTQG Hà Nội, không còn thường xuyên lo công tác chuyên môn của môn judo, lại đi theo đội tuyển judo, trong khi Judo Việt Nam chỉ có mình Văn Ngọc Tú dự giải, không chuyên gia, huấn luyện viên đi cùng. Ngoài ra, khi đặt chân lên đất Brasil vài hôm, ông Trần Đức Phấn, Phó Tổng cục trưởng Tổng cục TDTT kiêm Trưởng đoàn thể thao Việt Nam tại Olympic Rio de Janeiro 2016 cũng lên tiếng thừa nhận, các vận động viên Việt Nam gặp khó khăn vì thiếu bác sĩ.